# Anton Mussert
Anton Adriaan Mussert (ur. 11 maja 1894 r. w Werkendam, zm. 7 maja 1946 r. w więzieniu Waalsdorpervlakte w Hadze) – holenderski polityk, współzałożyciel i przywódca faszystowskiego Narodowo-Socjalistycznego Ruchu Holenderskiego (NSB).

## Młodość
Jego ojciec był dyrektorem szkoły podstawowej, do której uczęszczał młody A. A. Mussert. Po jej ukończeniu zamierzał kształcić się na oficera marynarki, ale został odrzucony. W tej sytuacji rozpoczął naukę w szkole technicznej w Delfcie. W przededniu wybuchu I wojny światowej w 1914 r. wstąpił ochotniczo do armii holenderskiej, ale został z niej szybko zwolniony z powodu poważnej i długotrwałej choroby nerek. W 1918 r. wznowił i zakończył naukę w szkole technicznej. 

## Okres przedwojenny
Podjął pracę w administracji państwowej w Departamencie Rzecznym i Prac Publicznych, a następnie Prowincjonalnym Instytucie Hydrologicznym w Utrechcie. Jednocześnie zaangażował się w działalność polityczną. Był gorącym przeciwnikiem traktatu wersalskiego, zostając sekretarzem Narodowego Komitetu Przeciwko Traktatowi w Belgii. Należał także do kilku skrajnie prawicowych ugrupowań, m.in. Dietsche Bond, które postulowało utworzenie tzw. Wielkiej Holandii. Na pocz. lat 30. nawiązał kontakt z Cornelisem van Geelkerkenem, faszystowskim i nacjonalistycznym działaczem politycznym. 14 grudnia 1931 r. współzałożył z nim Narodowo-Socjalistyczny Ruch Holenderski (NSB), który wkrótce stał się największym faszystowskim ugrupowaniem politycznym w Holandii. A. A. Mussert wzorował się na włoskiej Narodowej Partii Faszystowskiej Benito Mussoliniego; później doszły także elementy zapożyczone z nazistowskiej NSDAP Adolfa Hitlera. Jednym z jego głównych celów było doprowadzenie do utworzenia tzw. Wielkiej Holandii. Dosyć szybko w partii zarysowała się opozycja w stosunku do niego reprezentowana przez Rosta van Tonningena, który chciał przesunąć program NSB na bardziej skrajne pozycje i opowiadał się za włączeniem Holandii do germańskiej Wielkiej Rzeszy. Przywództwo A. A. Musserta zapewniło NSB prawie 8% głosów w wyborach parlamentarnych w 1935 r. Partia liczyła wówczas ok. 50 tys. członków; był to okres jej największego rozkwitu. Jednakże już w 1937 r. uzyskała tylko 4% głosów, co było spowodowane dużym zradykalizowaniem jej programu. W listopadzie 1936 r. A. A. Mussert spotkał się z przywódcą III Rzeszy. Do programu NSB zostały dołączone bardziej radykalne hasła, m.in. o charakterze rasistowskim i antysemickim.

## Okupacja niemiecka
Po zajęciu Holandii przez Niemcy w maju 1940 r., A. A. Mussert podjął politykę ścisłej kolaboracji z okupantami, ale na zasadzie równych stron. W tej sytuacji Niemcy, a zwłaszcza SS, zamierzali postawić na R. van Tonningena, który bardziej odpowiadał ich planom. 9 czerwca doszło do spotkania przywódcy NSB z Gottlobem Bergerem, podczas którego szef Głównego Urzędu SS przedstawił A. A. Mussertowi zamierzenia A. Hitlera co do przyszłości Holandii: kraj miał być włączony do Rzeszy Niemieckiej, Holendrzy mieli wstępować do Waffen-SS i miała być utworzona holenderska część Algemeine SS. A. A. Mussert nie zgodził się, ale wkrótce zmienił zdanie, aby nie utracić kontroli nad swoją partią. W odpowiedzi niemieckie władze polityczne zdelegalizowały wszystkie ugrupowania polityczne poza NSB. W czerwcu 1940 r. przeprowadzono rekrutację członków NSB do Pułku SS „Westland”, a we wrześniu sformowano Nederlandsche SS, na czele którego stanął Henk Feldmeijer, przedstawiciel radykalnego skrzydła NSB. Niemcy zgodzili się jedynie na zachowanie holenderskiego SS w składzie NSB, a nie jako odrębnej formacji. Po najeździe Niemiec na ZSRR 22 czerwca 1941 r., A. A. Mussert zamierzał utworzyć holenderską formację zbrojną do walki z Sowietami, która występowałaby pod narodowymi sztandarami z holenderską kadrą dowódczą i podlegała jego rozkazom. Jednakże Niemcy odrzucili tę koncepcję, tworząc 10 lipca Vrijwilligerslegioen Nederland. Pod koniec 1941 r. A. A. Mussert oficjalnie zadeklarował wierność A. Hitlerowi jako germańskiemu Führerowi. W grudniu 1942 r. w odpowiedzi przywódca III Rzeszy ogłosił go przywódcą (De Leider) holenderskiego narodu, choć nie miało to żadnych praktycznych konsekwencji. Jego rola już do końca wojny coraz bardziej stawała się czysto symboliczna.

## Epilog
7 maja 1945 r. A. A. Mussert został aresztowany i osadzony w więzieniu, a 12 grudnia skazany na śmierć pod zarzutem zdrady stanu. Wyrok wykonano przez rozstrzelanie 7 maja 1946 r. w haskim więzieniu Waalsdorpervlakte.
W 1968 r. znany holenderski reżyser Paul Verhoeven nakręcił film dokumentalny o życiu przywódcy NSB pt. „Portret van Anton Adriaan Mussert”.